# Sandra Nikčević
Sandra Nikčević, född 16 november 1984 i Titograd, nuvarande Podgorica, är en tidigare montenegrinsk handbollsspelare som spelade som vänsternia.

## Karriär
Sandra Nikčevićs karriär före 2010 är okänd. Hon spelade för den kroatiska klubben RK Podravka från 2010–1211 och vann kroatiska mästerskapet och cupen. Sedan spelade hon i Ungern med Alcoa FKC 2011 till 2012. Sedan i Ryssland för GK Astrachanotjka 2012–2013. Hon flyttade sedan till Ungern för att spela nästa säsong i Váci NKSE till 2014. 2014 flyttade hon till turkiska klubben Ardeşen Gençlik SK. I augusti 2015 flyttade hon till Izmir Büyükşehir BSK. Hennes karriär efter 2016 är okänd.
Sandra Nikčević spelade en kort tid för Montenegros landslag 2010–2013. Hon deltog i EM 2012 och var med och vann EM i Serbien med Montenegro. Hon spelade 22 landskamper och gjorde 18 mål i landslaget.